# VRT NWS (radio)
VRT NWS (anciennement Nieuws+) est une station de radio numérique belge néerlandophone créée le 14 novembre 2003 appartenant à la Vlaamse Radio- en Televisieomroeporganisatie (VRT). Elle fait partie du service d'actualités du même nom, VRT NWS.
VRT NWS est une radio d'information en continu, diffusant en boucle les derniers bulletins d'informations passées sur Radio 1. Elle peut être écoutée par diffusion audionumérique avec un récepteur radio numérique ou par Internet.

## Histoire
Le 14 novembre 2003, la station de radio d'information numérique Nieuws+ est créée par la Vlaamse Radio- en Televisieomroeporganisatie.
Fin août 2017, Nieuws+ change son nom pour VRT NWS, toutes les marques d'actualités de la VRT sont alors également regroupées sous ce nom.

## Identité visuelle

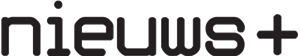
Logo de Nieuws+ du 14 novembre 2003 à août 2017
Logo de VRT NWS depuis août 2017